# ドラゴン・スクワッド
『ドラゴン・スクワッド』（原題：猛龍、Dragon Squad）は2005年の香港映画。

## 概要
『もう一度逢いたくて〜星月童話』（1999年・香港）や『ファイターズ・ブルース』（2000年・香港）などを手がけたダニエル・リー監督が、2003年公開の香港映画『スター・ランナー』主演のヴァネス・ウーを引き続き起用。さらに製作総指揮にスティーヴン・セガール、キャストにショーン・ユー、サモ・ハン・キンポーらを迎え、国際色豊かなアクション映画に仕上げた作品。なお、アクションシーンの過激さから、日本ではPG-12に指定されている。
公開時のキャッチコピーは、「友のために闘い、愛と共に散る──。若きGメン達と国際テロリストの、命とプライドが交錯する」。

## ストーリー
国際テロリストの裁判を間近に控え、世界各国から5人の捜査官（ヴァネス・ウー、ショーン・ユー、ホァン・シェンイー、シア・ユイ、ローレンス・チョウ）が香港に集められ、証人の護衛を命じられる。しかし、裁判の直前に国際テロリストの一味と見られる武装集団に襲われ、5人の目の前で証人が誘拐されてしまう。責任を問われた5人は一旦捜査から外されるが、定年間近の江龍（サモ・ハン・キンポー）の協力の下、独自に捜査を開始し、再び国際テロリストに立ち向かっていく……。

## キャスト
| 役名                         | 俳優                 | 日本語吹替 |
| ---------------------------- | -------------------- | ---------- |
| ホー（黄信豪／阿豪）         | ヴァネス・ウー       | 伊藤健太郎 |
| ロク（洪其樂／阿樂）         | ショーン・ユー       | 高橋広樹   |
| シュウ（白若雪／阿雪）       | ホァン・シェンイー   | 園崎未恵   |
| シャオジュン（陸少軍／小軍） | シア・ユイ           | 鈴木貴征   |
| ジェイ（藍志杰／杰仔）       | ローレンス・チョウ   | 藤井啓輔   |
| ペトロス・アンジェロ         | マイケル・ビーン     | 田中秀幸   |
| コー・トンユン（高東源）     | ホ・ジュノ           | 大塚芳忠   |
| ユエ（越児）                 | マギー・Q            | 樋口あかり |
| ヤウ・ジン（游静）           | リー・ビンビン       | 岡寛恵     |
| ホン警視（韓信）             | サイモン・ヤム       | 古澤徹     |
| ゴン・ロン（江龍）           | サモ・ハン・キンポー | 水島裕     |
| タイガー・デュン             | ケン・トン           | 池田秀一   |
| 運転手                       | リュー・チャーフィー | 池田秀一   |

## スタッフ
- 監督：ダニエル・リー
- 脚本：ダニエル・リー、ラウ・ホーリョン
- 製作：リー・クォシン、スザンナ・ツァン

## DVDリリース
販売元はビクターエンタテインメント
- 「ドラゴン・スクワッド」（2007年3月21日）